# Donald C. Backer

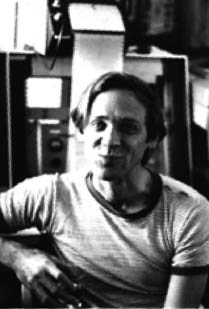
Don Backer, 1968

Donald Charles Backer (* 9. November 1943 in  Plainfield, New Jersey; † 25. Juli 2010 in Berkeley, Kalifornien, auch bekannt als Don Backer) war ein US-amerikanischer Astrophysiker und Spezialist auf dem Gebiet der Radioastronomie. Er wurde in Fachkreisen bekannt für seine Beiträge zum Verständnis von Pulsaren und Schwarzen Löchern und insbesondere als Entdecker des ersten Millisekundenpulsars. Seit 1989 war er Professor für Astronomie an der University of California, Berkeley.

## Forschung
Don Backer wuchs in New Jersey auf und erwarb den Bachelor-Grad 1966 im Fachgebiet Technische Physik (engineering physics) an der Cornell University in New York. Danach wechselte er an die University of Manchester, wo er 1968 den Magister-Abschluss im Fach Radioastronomie bestand. Danach kehrte er an die Cornell University zurück und schloss dort 1971 sein Studium mit dem Doktor-Grad im Fach Astronomie ab. Es folgten Beschäftigungen als Postdoc am National Radio Astronomy Observatory und am Goddard Space Flight Center, ab 1975 war er bis zu seinem Tod am Fachbereich Astronomie der University of California, Berkeley, insbesondere am Radio Astronomy Laboratory, tätig.
1989 wurde Backer zum Professor für Astronomie berufen, und ab 2008 leitete er zusätzlich das Radio Astronomy Laboratory. In einem Nachruf der Berkeley-University hieß es: „Seine Forschung konzentrierte sich auf Pulsare, auf die Hochenergie-Astrophysik, die Epoche der Reionisierung und das Erforschen dieser Themen mit den einfallsreichsten und modernsten Instrumenten.“ Backer entwickelte beispielsweise digitale Systeme, mit deren Hilfe Pulsare entdeckt und präzise vermessen werden können, Systeme, und die heute als Standard in ihrem Fachgebiet gelten.
Don Backer war ein Pionier auf dem Gebiet der Very Long Baseline Interferometry. Als sein bedeutendster Erfolg gilt sein Beitrag zur Entdeckung des ersten Millisekundenpulsars am Arecibo-Observatorium im Jahr 1982. Dieses astronomische Objekt war bereits bekannt als Radioquelle 4C21.53, jedoch hatten andere Forscher einige ihrer ungewöhnlichen Eigenschaften nicht weiter beachtet, während Backer es für möglich hielt, sie mit den Eigenschaften eines Pulsars in Verbindung zu bringen. Aus der Tatsache, dass andere Astronomen keine Pulse nachgewiesen hatten, schloss er, dass sie mit den Standardverfahren nicht erkennbar seien. Er veränderte die Messmethodik derart, dass er immer kürzere Pulse registrieren konnte – und tatsächlich identifizierte er schließlich das Objekt 4C21.53 als Neutronenstern mit einer Rotationsdauer von nur 1,5578 Millisekunden, als Pulsar benannt PSR 1937+21. In einem Nachruf der Fachzeitschrift Nature hieß es: „Diese Entdeckung einer neuen Klasse von Sternen, die sich tausende Male pro Sekunde um ihre Achse drehen, war eine Sensation.“

## Belege
1. ↑  Donald C. Backer, Shrinivas R. Kulkarni, Carl E. Heiles, Michael M. Davis und W. Miller Goss: A millisecond pulsar. In: Nature. Band 300, 1982, S. 615–618, doi:10.1038/300615a0.
2. ↑  Kurzbiographie. (Memento vom 9. Juni 2010 im Internet Archive) Im Original publiziert auf dem Server der Universität Berkeley.
3. ↑  World-renowned astronomer Donald C. Backer dies at age 66. Nachruf auf berkeley.edu vom 28. Juli 2010.
4. ↑  In Memoriam Donald C. Backer, Professor of Astronomy, UC Berkeley, 1943–2010. Auf: universityofcalifornia.edu, zuletzt abgerufen am 3. Mai 2022.
5. ↑  Shrinivas R. Kulkarni: Donald Charles Backer (1943–2010). In: Nature. Band 467, 2010, S. 41, doi:10.1038/467041a, Volltext.

| Personendaten    | Personendaten                               |
| ---------------- | ------------------------------------------- |
| NAME             | Backer, Donald C.                           |
| ALTERNATIVNAMEN  | Backer, Donald Charles; Backer, Don         |
| KURZBESCHREIBUNG | US-amerikanischer Astrophysiker             |
| GEBURTSDATUM     | 9. November 1943                            |
| GEBURTSORT       | Plainfield (New Jersey), Vereinigte Staaten |
| STERBEDATUM      | 25. Juli 2010                               |
| STERBEORT        | Berkeley, Kalifornien, Vereinigte Staaten   |